# 印度亞洲航空
印度亞洲航空（英語：AirAsia India；簡稱印度亞航）是印度的一間低成本航空公司，總部及樞紐機場皆設於班加羅爾。於2013年2月19日宣布由三方合資成立，亞洲航空持有49%股份，塔塔集團持有30%，Telestra Tradeplace則持有剩餘21%股份。自2022年11月塔塔集團持有该航空公司的100％股份。此合資公司成為塔塔集團60年後重回航空業的標的。2014年6月12日，印度亞航正式營運。

## 沿革
2020年12月29日，亚洲航空宣布将以3,770万美元的价格将其在印度亚洲航空的32.67%股权出售给塔塔集团。2022年4月，塔塔集团请求印度竞争委员会（CCI）批准将印度亚洲航空与印度快运航空合并，该请求于2022年6月14日获得批准。2022年11月2日，亚洲航空出售其剩余的16.33%股权给塔塔集团。
2023年3月27日，印度快运航空和印度亚洲航空迁移到了统一的预订系统和网站，并采用了共同的社交媒体和客户支持渠道，这是塔塔集团整合其航空公司计划的重要举措。

## 航點
| 城市     | IATA | ICAO | 機場                      |
| -------- | ---- | ---- | ------------------------- |
| 班加羅爾 | BLR  | VOBL | 班加羅爾國際機場 樞紐機場 |
| 清奈     | MAA  | VOMM | 清奈國際機場              |
| 果阿     | GOI  | VOGO | 果阿國際機場              |
| 柯欽     | COK  | VOCI | 柯欽國際機場              |
| 齋浦爾   | JAI  | VIJP | 齋浦爾國際機場            |
| 昌迪加爾 | IXC  | VICG | 昌迪加爾機場              |
| 浦那     | PNQ  | VAPO | 浦那機場                  |

## 機隊
印度亞航使用空中巴士A320為唯一營運機型，初期導入2至3架A320，隨後會快速拓展機隊，2014年及2015年將分別會有6架及14架A320客機。首架編號VT-ATF的A320客機於2014年3月22日從法國土魯斯抵達清奈國際機場，也獲得允許預計引進10架A320-200客機。
| 機型             | 數量 | 載客量   | 載客量   | 載客量 | 備註                                       |
| 機型             | 數量 | 特選座位 | 標準座位 | 總座位 | 備註                                       |
| 空中巴士A320-200 | 28   | 42       | 138      | 180    | 單一經濟客艙，特選座位為足部空間較大之座位 |

## 外部連結
- 官方网站